# Gregorius præsul
Le Gregorius præsul (Éveque [de Rome] Grégoire) est un poème en latin qui se trouve dans de nombreux manuscrits du chant grégorien, principalement au IXe siècle dans le royaume carolingien. Il s'agit d'un texte attribuant l'auteur du livre au pape saint Grégoire Ier.
Après avoir obtenu une propre mélodie, ce trope était gravement exécuté le premier dimanche de l'Avent au Moyen Âge, juste avant la messe, d'une part pour annoncer la nouvelle année liturgique, d'autre part en rendant hommage à ce saint pape qui adopta l'Avent auprès de l'Église d'Occident.

## Texte
Il existe plusieurs variantes selon les manuscrits. Seule la première ligne (et normalement la deuxième aussi) reste toujours identique. Le texte présenté par Dom Prosper Gueranger demeure assez long :
Gregorius præsul meritis et nomine dignus,

Unde genus ducit, summum conscendit honorem :

Quem vitæ splendore, suæ mentisque sagaci

Ingenio potius compsit, quam comptus ab illo est.

Ipse Patrum monimenta sequens, renovavit et auxit

Carmina, in Officiis retinet quæ circulus anni :

Quæ clerus dulci Domino modulamine solvat,

Mystica dum vitæ supplex libamina tractat.

Suaviter hæc proprias servat dulcedo nitelas ;

Si quod voce sonat, fido mens pectore gestet.

Nec clamor tantum Domini sublimis ad aures,

Quantum voce humilis placido de corde propinquat.

Hæc juvenum sectetur amor, maturior ævo,

Laudibus his instans, æternas tendat ad Horas.
Dans le manuscrit de la bibliothèque capitulaire de Lucques no 490, assez ancien, une autre version se trouve. En tant que préface littéraire d'un antiphonaire, le poème était effectivement développé et il s'agit vraisemblablement de la version la plus longue : [texte en ligne] [manuscrit en ligne].
Une version chantée et très connue, c'est-à-dire trope, et suivie de l'introït Ad te levavi est au contraire courte :
Gregorius præsul meritis et nomine dignus,

Unde genus ducit, summum conscendit honorem :

Renovavit monumenta patrum priorum,

Tunc composuit hunc libellum musicæ artis

Scholæ cantorum anni circuli,.

« L'évêque [de Rome] Grégoire digne par le nom comme par les mérites se éleva à l'honneur suprême. Il rénova les monuments des anciens pères et composa [le texte de] ce petit livre d'art musical en faveur de la schola des chantres pour l'année liturgique. »

Il est vraiment difficile à identifier le texte le plus ancien, car la variété parmi les manuscrits demeure considérable. Par exemple, entre le  cantatorium de Monza (deuxième tiers du IXe siècle) et le graduel de Compiègne (deuxième moitié du IXe siècle) [manuscrit en ligne] :

 
M : Gregorius præsul meritis et nomine dignus

C : Gregorius præsul meritis et nomine dignus

M : Unde genus ducit summum conscendit honorem

C : summum conscendens honorem

M : Qui renovans monumenta patrumque priorum

C : Renovavit monimenta patrum priorum

M : Tum conposuit hunc libellum musicæ artis

C : Et composuit hunc libellum musicæ artis

M : Scolæ cantorum. In nomine Dei summi.

C : Scolæ cantorum per anni circulum.
Donc, la version chantée est vraisemblablement une synthèse de ces deux sources.

### Manuscrit en ligne
1. Manuscrit de trope en notation aquitaine : Graduale Albiense (XIe siècle) auprès de la Bibliothèque nationale de France (Latin 776), fol. 4v en bas [lire en ligne]
2. Exemple de la première version, partielle et sans notation : Graduel de Minden (vers 1025) auprès de la Herzog August Bibliothek de Wolfenbüttel, fol. 6 [lire en ligne] (versets 1 - 2, 5 - 7, 13)

## Histoire
Ce poème fut initialement composé vers la fin du VIIIe siècle dans le royaume carolingien. Si l'auteur de ce poème demeure anonyme, on considère aujourd'hui que le promoteur de celui-ci était Charlemagne († 814). Il semble que ce dernier ait profité d'une lettre du pape Adrien Ier († 795) :

« La Sainte Église catholique reçoit du pape Saint Grégoire lui-même l'ordonnance des messes, des solennités et des oraisons. »

Cette lettre avait été adressée au roi Charles le Grand, lorsque le pape lui avait octroyé un sacramentaire en 791. Afin de comprendre le contexte de cette lettre, il faut connaître les événements précédents et successifs :
En faveur du royaume de Charlemagne, le Saint-Père avait fait copier le sacramentaire en usage au Vatican. En 785, le texte avait été emporté par l'abbé de Ravenne Jean. N'étant pas content en raison de nombreuses méprises dues aux copistes, Charlemagne avait chargé à Paul Diacre d'obtenir un meilleur document. Faute de copistes de qualité à Rome, Adrien Ier avait du sélectionner finalement un livre ancien et conservé dans sa bibliothèque, au lieu des copies. Ce manuscrit, vraisemblablement de luxe, était une édition des années 730.
Ainsi saint Grégoire mentionné dans la lettre était-il, soit Grégoire III († 741), soit Grégoire Ier. Les sources ne sont pas suffisantes, pour conclure. Il est probable que ce livre de chant sans notation avait été copié sous le pontificat du premier dont le Saint-Père aurait profité pour son prétexte. En outre, il est certain qu'une réforme de la liturgie de l'Église avait été effectuée par ce saint Grégoire III,. Cependant, il reste possible qu'il s'agisse d'une édition issue de saint Grégoire Ier, en raison d'un sacramentaire grégorien :

« Le sacramentaire grégorien est connu par un exemplaire papal envoyé par Hadrien I à Charlemagne entre 784 et 791. Le titre du volume l'attribue donc à saint Grégoire. La comparaison entre ce grégorien Hadrianum et deux autres manuscrits légèrement différents conservés à Padoue et à Trente, permet néanmoins d'établir que ce sacramentaire a été constitué à Rome vers 630. Il contient au moins 80 oraisons qu'on peut attribuer avec certitude ou une grande probabilité à saint Grégoire le Grand. Un livre édité 25 ans après le [décès du] pape ne saurait être taxé d'être une fiction littéraire. »

— Aimé-Georges Martimort, Église en prière (1983)
Quoi qu'il en soit, au nom de saint Grégoire, l'autorisation avait été donnée à Charlemagne. À partir de la fin du VIIIe siècle, le poème Gregorius præsul précédait le texte du chant grégorien, en soulignant l'autorité octroyée par Rome.
On donna enfin une mélodie grégorienne à cette pièce, s'il ne s'agissait pas de texte du rite romain. Au Moyen Âge, celle-ci était solennellement chantée le premier dimanche de l'Avent, avant l'introït Ad te levavi, afin d'ouvrir la nouvelle année liturgique.

## Origine d'une légende
Ce poème était vraisemblablement l'origine de la légende du chant grégorien qui attribuait le créateur et compositeur de ce chant à saint Grégoire le Grand, quoique le pape ne fût autre que l'auteur du texte grégorien dans le poème. La notation du chant grégorien, les premiers neumes, ne remonte qu'au milieu du IXe siècle.
Le premier document qui concerne apparut vers 872. Il s'agit de la Vita Gregorii Magni de Jean Diacre († vers 880) :

« Ensuite, à la manière du très sage Salomon, dans la maison du Seigneur, en raison de la componction que provoque la douceur de la musique, il compila avec le plus grand soin le recueil de l'Antiphonaire, très utilement pour les chantres. »

Désormais, le compositeur ou créateur du chant grégorien, initialement de l'antiphonaire, était très fréquemment attribué à ce saint pape. Ainsi, il existe deux dessins achevés dans l'ancien royaume carolingien et presque pareillement :

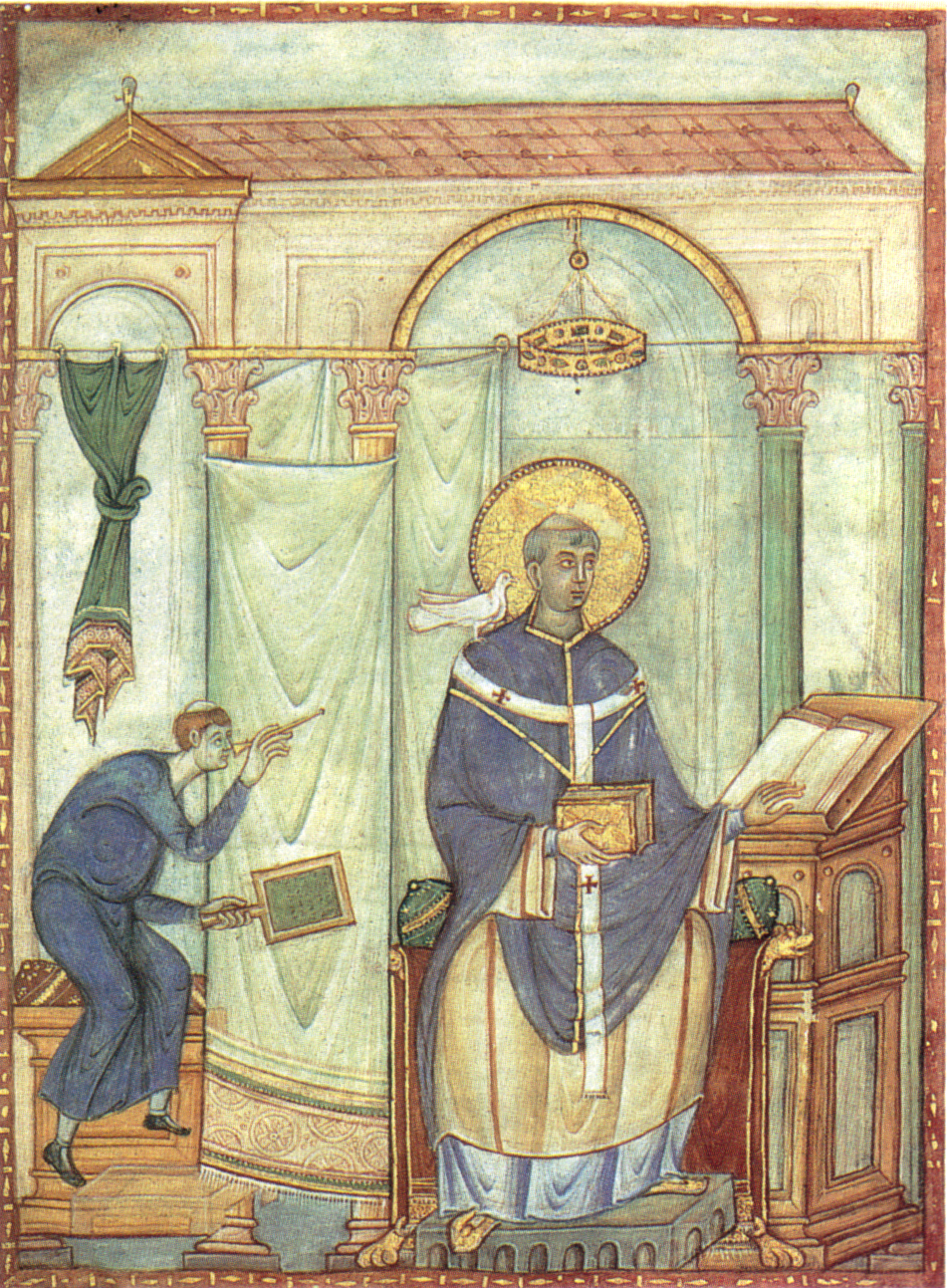
Miniature du Registrum Gregorii de Trèves (Hs.171/1626, vers 983).

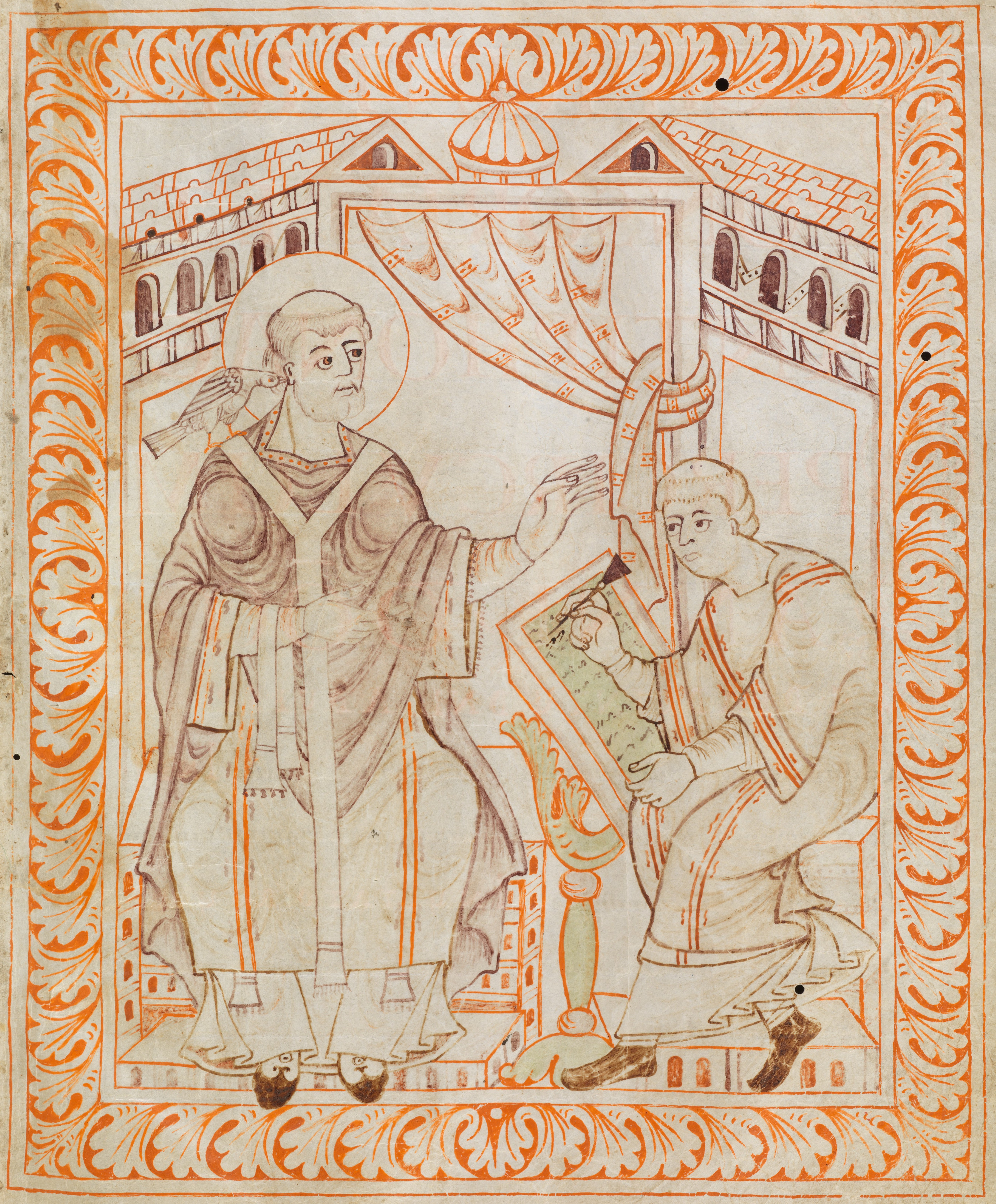
Antiphonaire de Hartker, fol. 13 (Saint-Gall, vers 1000).

On y constate plusieurs éléments communs :
— figure quasiment identique du saint pape Grégoire Ier ; Saint-Esprit sous la forme d'une colombe ; bâtiment ouvert ainsi que rideau nœud afin d'accueillir ce dernier.
Le premier dessin s'exécuta selon la tradition plus ancienne, depuis le VIIIe siècle : la colombe étant venue afin d'aider le saint Grégoire, docteur de l'Église, dans le commentaire des textes ardus de l'Écriture. Donc, sur la tablette de cire du diacre Pierre, on peut lire une citation de l'Ecclésiaste. Il est possible que le saint pape chantât, en raison de la couronne de l'Avent au-dessus de Grégoire Ier, car celui-ci avait adopte l'Avent auprès de l'Église d'Occident. Mais il est difficile à le déterminer. Au regard du dessin à la plume de l'antiphonaire de Hartker, le diacre Pierre écrivait certainement des neumes sangalliens. Donc, la nouvelle légende transforma le saint pape en compositeur. Cette version se trouve dans de nombreux antiphonaires grégoriens entre Xe et XIIe siècles, à savoir, exactement après la Vita Gregorii Magni.

## Postérité

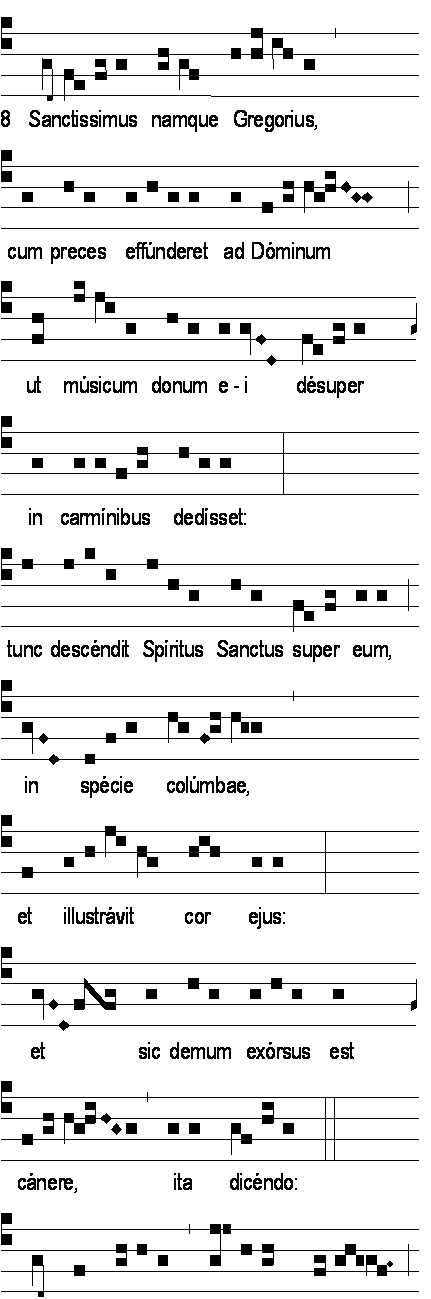
Ad te levavi animam meam
Notation du trope Sanctissimus namque Gregorius suivie de l'introït Ad te levavi.

S'il s'agissait d'une petite création dans le royaume carolingien, ce poème fut remplacé et évolué au XIe siècle environ par un chant grégorien nouvellement composé, Sanctissimus namque Gregorius.
Traduction :

« Or, tandis que Très-Saint Grégoire répandait ses prières au Seigneur afin qu'il lui accorde le don de la musique à appliquer aux chants, voici que Saint-Esprit descendit sur lui sous la forme d'une colombe et illumina son cœur, et il commença alors à chanter, en disant cela : Vers vous j'ai élevé mon âme... »

Devenue légende dans toute l'Europe, cette tradition à partir du Gregorius præsul était si puissante que même au XXe siècle, on la conservait et respectait. Le Liber gradualis de Solesmes (1883) puis le graduel de l'Édition Vaticane (1908) adoptèrent la tradition du Sanctissimus namque Gregorius, en faveur de leur frontispice . Comme le chant grégorien était le chant officiel de l'Église depuis 1903 (Inter pastoralis officii sollicitudes), celui-ci demeurait continuellement dans la gloire de saint pape. En effet, les moines de Solesmes restaurant scientifiquement le chant grégorien attribuaient encore l'origine de ce chant à Rome :

« Le Premier volume publié fut un Antiphonale Missarum (142 pages in-4°) de la Bibliothèque de cette abbaye de Saint-Gall qui reçut directement de Rome, vers 790, le chant romain. La comparaison entre ce manuscrit & notre Liber Gradualis prouvait que nous avions réimprimé, note par note, groupe par groupe, les vraies mélodies de l'Église Romaine. »

— Mémoire de l'abbé Dom Paul Delatte au pape Léon XIII, But de la Paléographie musicale, 1901

## Fin de la légende
En sachant correctement que la composition du chant grégorien eut lieu sous le règne de Charlemagne, l'abbé Léonard Poisson écrivit déjà en 1750 : « Il n'est pas certain que S. Grégoire se soit occupé lui-même à composer le Chant. »
Il fallut attendre finalement l'établissement d'une nouvelle science sémiologie grégorienne afin de déterminer l'origine de ce chant. Dès les années 1950, les études approfondies découvrirent de plus en plus la composition hybride entre le chant vieux-romain et le chant gallican, de façon précise. De nos jours, on connaît correctement ceux qui sont issus du vieux-romain ou du gallican. La naissance du chant grégorien est dorénavant fixée à Metz ou alentour, au VIIIe siècle. Et, le poème Gregorius præsul devint preuve de cette conclusion : celui-ci ne se trouve jamais à Rome, mais toujours dans le royaume carolingien.
Par conséquent, le terme chant romano-franc fut créé pour présenter scientifiquement la caractéristique de ce chant. Pourtant, aucun musicologue ne propose le remplacement du mot chant grégorien par celui-ci. Dom Daniel Saulnier de Solesmes conclut :

« S'il n'est pas compositeur du premier chant liturgique romain ni du chant grégorien, il pourrait très bien être aujourd'hui le patron céleste de ce chant. »